# Blas de la Barreda
Blas Vicente de la Barreda (n. Santillana del Mar, Cantabria; 27 de noviembre de 1710-8 de febrero de 1767; Cartagena, Murcia) fue un Almirante español. Se mantuvo activo en la Armada Española entre los años 1725 y 1765.

## Biografía
Blas de Barreda nació el 27 de noviembre de 1710 en el municipio de Santillana. Fue criado en una familia de la nobleza, residió la mayoría de su infancia y juventud en Malta, donde se formó como profesional para ingresar a la Real Compañía de Cádiz bajo el oficio de guardiamarina.
En su legado militar dejó a futuros integrantes de la armada Española como el capitán de fragata y coronel, Emilio Barreda y su hermano Faustino Barreda. También el capitán de navío, José Barreda Miranda, y su hermano el contraalmirante Francisco Barreda Miranda. Asimismo también los descendientes de los nombrados como el comandante y político José Barreda Terry o el militar Carlos Barreda Aldámiz-Echevarría.

## Trayectoria militar
Barreda ingresó a la Real Compañía de Cádiz como guardiamarina el 1 de julio de 1725, fue ascendido a alférez de fragata en 1728 y a alférez de navío en 1730. El 17 de junio de 1735 fue promovido a teniente de fragata, en 1737 pasó a ser teniente de navío, en 1740 ascendió a capitán de fragata y en 1944 fue promovido a capitán de navío. El día 15 de julio de 1760 o 1761, a los 51 años de edad, fue ascendido a teniente general. Al finalizar su carrera, se retiró bajo el rango de Almirante.

"Colocamos en nuestra colección biográfica la de este antiguo General, que mereció muy buen concepto en su época, y que desempeñó cargos y destinos de importancia. El Almirante D. Blas de la Barreda en su época fue considerado como uno de los mejores marinos, por su inteligencia, valor y cualidades privadas muy recomendables: su memoria siempre se recuerda con aprecio y respeto en la Armada Española."
Francisco Pavía. Almirante, Ministro de Marina.

## Hitos y distinciones
En 1741, Barreda, bajo el rango de capitán de fragata, fue partícipe activo de la batalla del sitio de Cartagena de Indias, allí, se desempeñó destacadamente y fue comisionado por los comandantes Blas de Lezo y Sebastián de Eslava para traerle la noticia de la victoria al Rey de España, Felipe V. Después de eso, Barreda, quedó a cargo del navío de línea Brillante.
A lo largo de su trayectoria, Barreda, fue distinguido como Bailio Fray de la Orden de Malta y condecorado con la Gran Cruz de San Genaro.

## Fallecimiento
El 8 de febrero de 1767 falleció a causa de un accidente cerebrovascular. Fue sepultado el día 11 de ese mismo mes en la Iglesia de los Padres Jesuitas de Cartagena.